# Herrmann-Debroux (metrostation)
Herrmann-Debroux is een metrostation van de Brusselse vervoersmaatschappij MIVB, gelegen in de gemeente Oudergem.

## Geschiedenis
Het ondergrondse station werd geopend op 23 maart 1985 ter verlenging zuidtak van metrolijn 1 vanuit Demey tot Herrmann-Debroux. Momenteel fungeert het station als het zuidoostelijke eindpunt van metrolijn 5.
Het is vernoemd naar Carl Herrmann-Debroux, een oud-burgemeester van de gemeente Oudergem.

## Situering
Het metrostation bevindt zich onder de Herrmann-Debrouxlaan, het stadsgedeelte van de autosnelweg A4, in de Brusselse gemeente Oudergem. Aan het einde van het station loopt de tunnel verder onder de Jos Chaudronlaan. Beide metrosporen komen er samen in een enkelsporige korte tunnel waar de bestuurders van richting stuurpost kunnen veranderen om opnieuw richting Erasmus te vertrekken.
Bovengronds, ter hoogte van het kruispunt van de Herrmann-Debrouxlaan met de Vorstlaan, liggen de tram- en bushaltes. De gelijknamige tramhalte, eerst bediend door tramlijn 94 ligt op de Vorstlaan, ten zuiden van het metrostation. Deze werd in dienst genomen op 4 september 2006 ter verlenging van tramlijn 94 tot Herrmann-Debroux. Sinds 14 maart 2011 reed tramlijn 94 verder tot Trammuseum. Op 1 oktober 2018 kreeg tramlijn 94 na een nieuwe verlenging een nieuw nummer: tramlijn 8.  Aan beide kanten van het Herrmann-Debrouxviaduct gelegen in de Herrmann-Debrouxlaan is er een staanplaats voorzien voor bussen van zowel de MIVB, De Lijn als TEC.

## Kunst
In de perronhal bevindt zich boven de ingang van de tunnel het doek The fall of Troy van Jan Cox. Het olieverfschilderij is het laatste werk uit een cyclus die de Ilias van Homerus als thema heeft. Op elk van de twee perrons bevindt zich tevens een bronzen beeldhouwwerk. Onder de titel Ode aan een Bergrivier is op het noordelijke perron een ruiter van Rik Poot te zien. Roel D’Haese creëerde voor het zuidelijke perron het werk L'Aviateur, een expressief beeld van een vader die zijn kind in de lucht houdt.

## Afbeeldingen

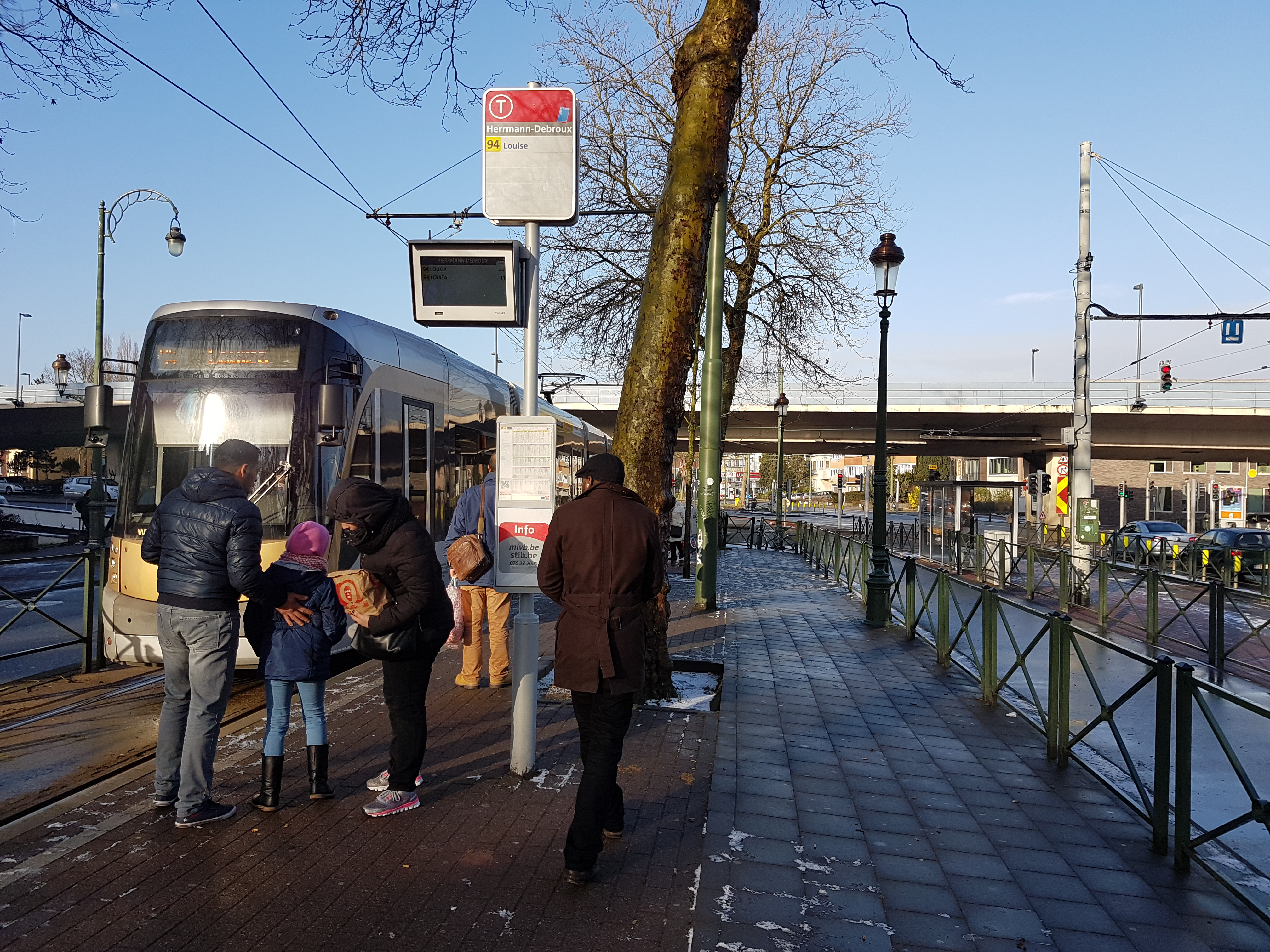
Aansluiting met de toenmalige tramlijn 94, nu 8.
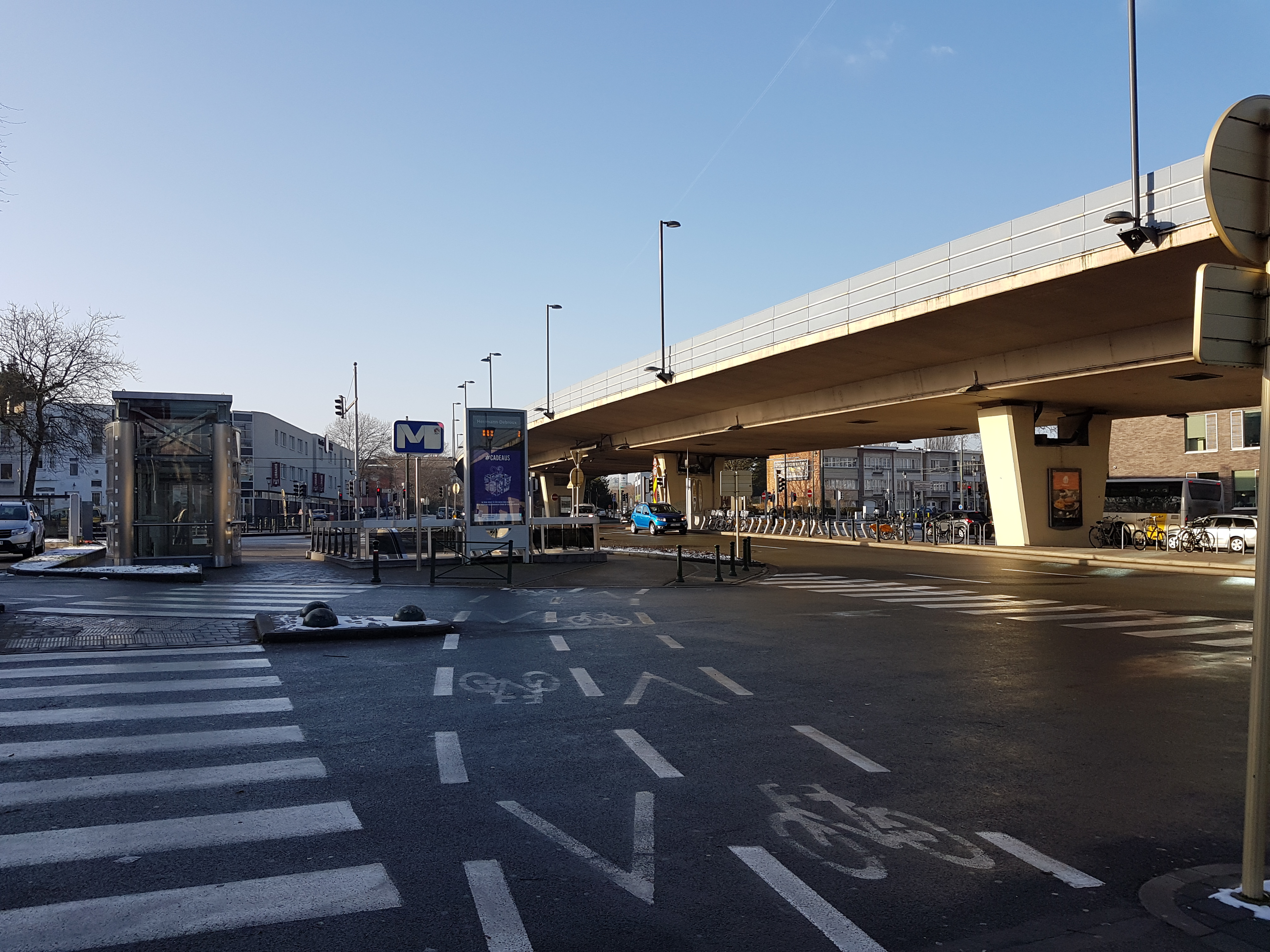
Ingang van het station
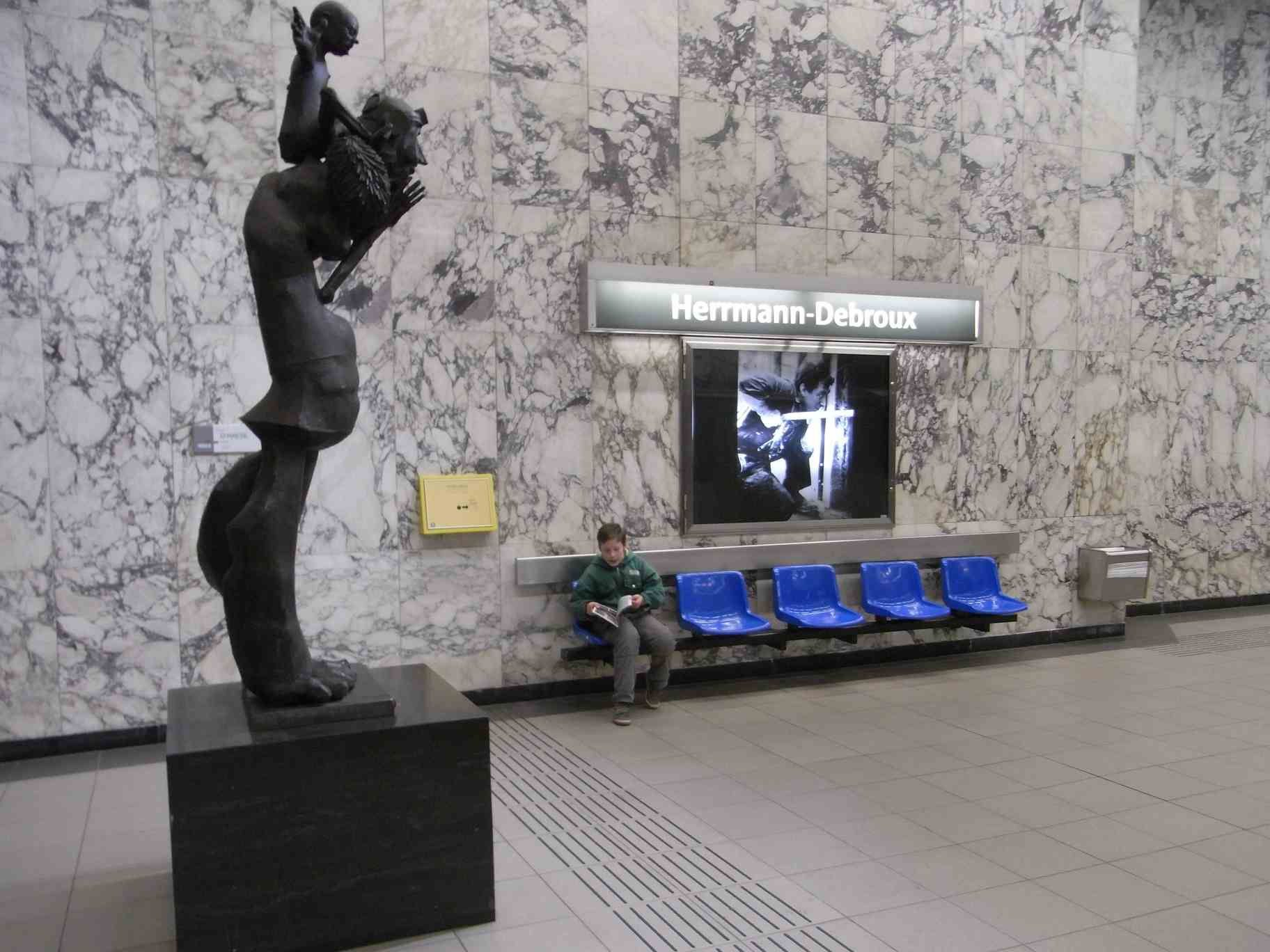
Kunstwerk op het perron
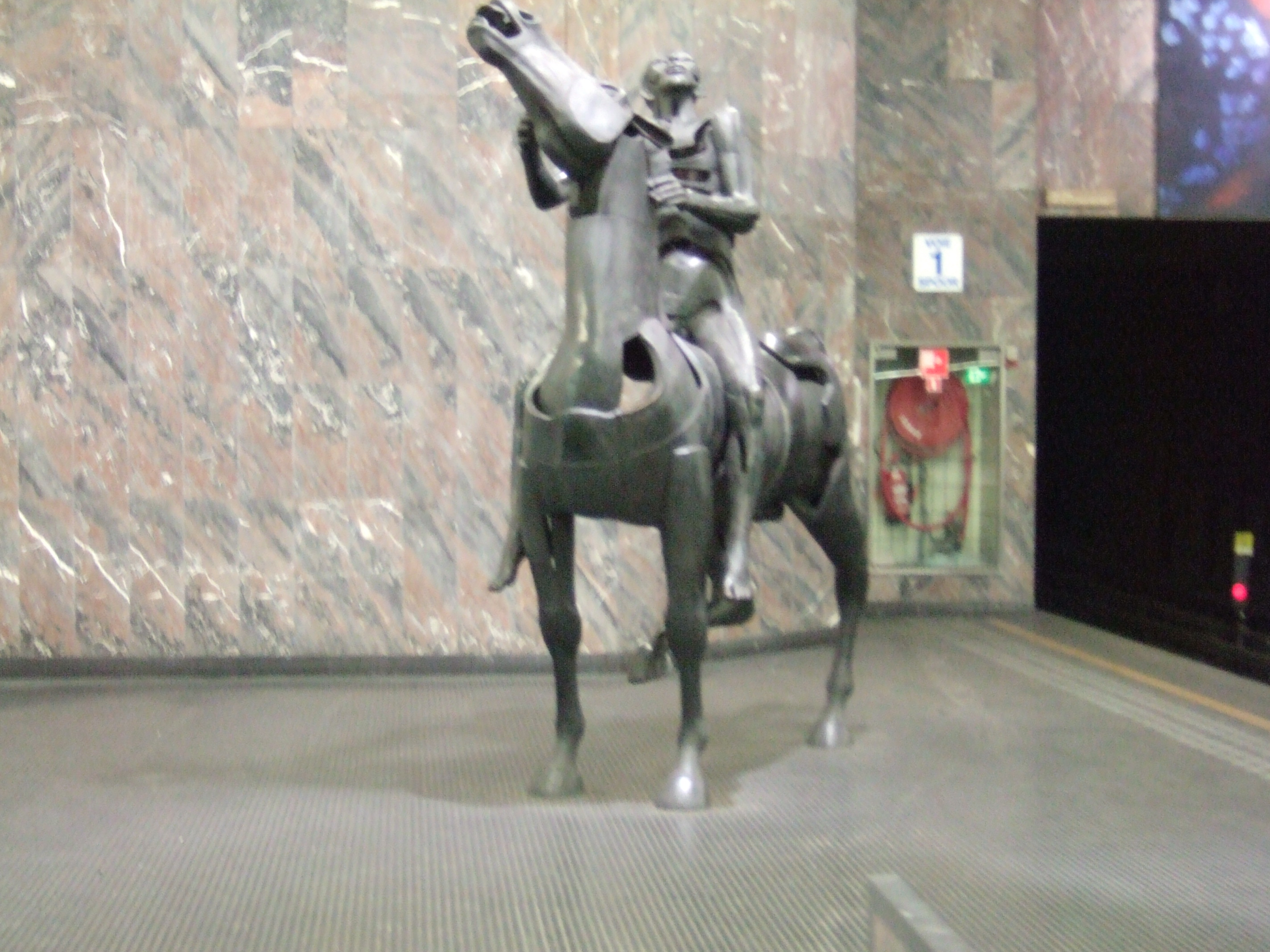
Kunstwerk op het perron